# M26 Pershing

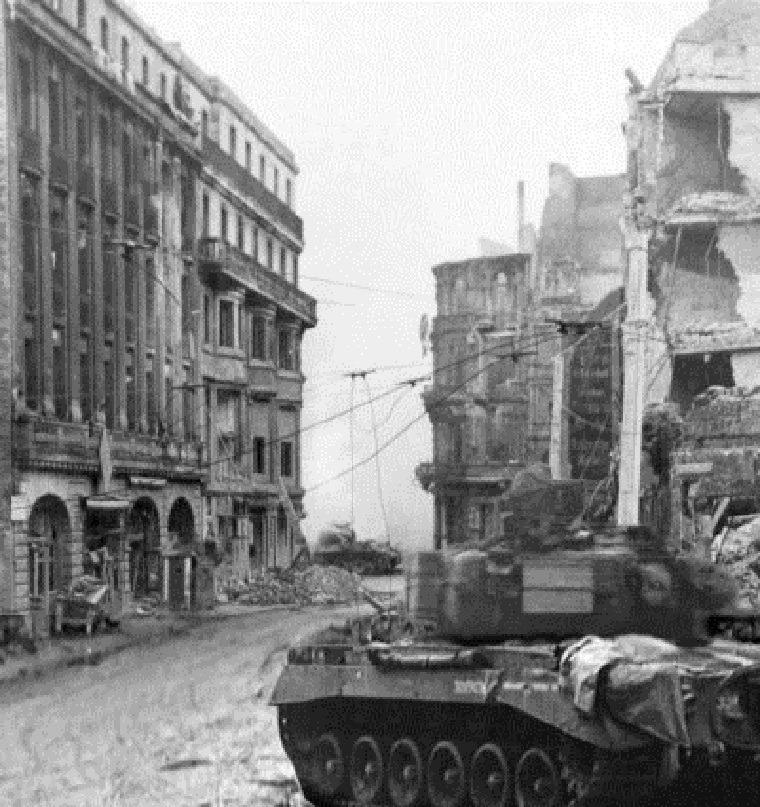
M26 w Kolonii. W tle Pantera.

M26 „Pershing” – amerykański czołg średni (do maja 1946 klasyfikowany jako ciężki) z okresu II wojny światowej i wojny koreańskiej. Najcięższy czołg użyty bojowo przez USA w czasie II wojny światowej.
Nazwa pojazdu upamiętniać miała gen. Johna J. Pershinga, dowódcę Amerykańskiego Korpusu Ekspedycyjnego w Europie podczas I wojny światowej.

## Historia
We wrześniu 1942 roku Departament Uzbrojenia zaproponował budowę nowego typu czołgu średniego, uzbrojonego w armatę kal. 90 mm wywodzącą się z działa przeciwlotniczego o tym samym kalibrze. Stało się to po sukcesach w zwalczaniu czołgów alianckich, odniesionych przez niemieckie działa przeciwlotnicze kalibru 88 mm. W marcu 1943 roku, armata takiego kalibru została zabudowana w prototypowym czołgu T23. Z tego wozu wywodzą się prototypy czołgów T25 i T26. Ostatecznie prace konstrukcyjne skoncentrowano na T26. W czerwcu 1944 roku, zmieniono oznaczenie czołgu z T26 na M26. Równocześnie zmieniono klasyfikację wozu. Został on zaklasyfikowany jako czołg ciężki. Dokonano tego głównie dla podniesienia morale amerykańskich czołgistów, walczących z przeciwnikiem uzbrojonym w ciężkie czołgi typu Tygrys (w maju 1946 roku zmieniono klasyfikację na czołg średni).

## Służba

### Front zachodni
W ostatnich miesiącach wojny czołgi M26 zostały wysłane do Europy. W styczniu 1945 roku do portu Antwerpii przybyło 20 sztuk T26E3 z pierwszej partii produkcyjnej, które zostały następnie skierowane do 3. oraz 9. Dywizji Pancernej. 
Belton Y. Cooper, oficer służący w 3. amerykańskiej Dywizji Pancernej napisał, że M26 był najbliższym odpowiednikiem Pantery, jaki mieli Amerykanie. Oba te czołgi miały zbliżone parametry techniczne i wartość bojową.
Pierwsze starcie z udziałem M26 miało miejsce wieczorem 26 lutego 1945 roku, kiedy to T26E3 "Fireball" z 3. Dywizji Pancernej został uszkodzony przez Tygrysa, gdy próbował sforsować zaporę z gruzów. Pzkpfw VI oddał trzy, penetrujące strzały z odległości około 100 m w wieżę amerykańskiego czołgu, zabijając przy tym 3 członków jego załogi.
27 lutego jednemu T26E3 udało się zniszczyć jednego Tygrysy i dwa PzKpfw IV z odległości około 1000 m, strzelając do nich z boku. 
Według Coopera, armata M26 miałaby trudności ze zniszczeniem pojazdów nieprzyjaciela, gdyby te były zwrócone do niego przodem, ponieważ jego zdaniem niszczyciel czołgów M36 Jackson uzbrojony w tę samą armatę, miał poważne trudności z przebiciem czołowego pancerza Pantery. Aby zaradzić temu problemowi postanowiono wprowadzić do służby nowy pocisk T33 (utwardzony wariant pocisku M77 z czepcem balistycznym), który niwelował problemy z penetracją pancerza tych pojazdów. Został on jednak wydany amerykańskim czołgistom w stosunkowo niewielkich ilościach.
Czołg M26 walnie przyczynił się również do zdobycia mostu w Remagen. Dzięki współdziałaniu plutonu czołgów M26 z kompanii „A” 14. batalionu z 9. DPanc i 27. batalionu piechoty zmechanizowanej, 7 marca 1945 roku zdobyto most na Renie. Niemcy zdołali go uszkodzić, ale stan mostu umożliwił przeprawę piechocie, która szybko umocniła przyczółek po drugiej stronie rzeki. Czołgi M26 musiały jednak czekać na przeprawę promową aż do 12 marca, ponieważ obawiano się zawalenia uszkodzonego mostu pod ich ciężarem.
6 marca 1945 roku M26, dowodzony przez zniszczył Panterę, która wcześniej wyeliminowała dwa czołgi M4 Sherman, w starciu pod katedrą w Kolonii. Pershing oflankował niemiecki czołg i zniszczył go trzema strzałami w bok kadłuba. Jak stwierdził później dowódca Pantery, Wilhelm Bartelborth, przewidział, iż Amerykanie zdecydują się na taki manewr i dlatego wcześniej skierował wieżę swojego czołgu na ulicę, z której później nadjechał Pershing, lecz zawahał się wydać rozkaz strzału działonowemu. Było to, wedle jego słów, spowodowane tym, że nigdy wcześniej nie widział podobnego pojazdu, a więc myślał, iż mogła to być nowa konstrukcja niemiecka. Starcie zostało nagrane przez Jima Batesa, amerykańskiego reportera wojennego.
Pod koniec marca 1945 roku na terenie dworca kolejowego w Paderbornie doszło do starcia między M26 (tym samym co brał udział w starciu w Kolonii), a Panterą, z której amerykański czołg wyszedł zwycięsko, niszcząc niemiecką maszynę za pomocą pocisku T33 z niewielkiej odległości.

### Kampania na Pacyfiku

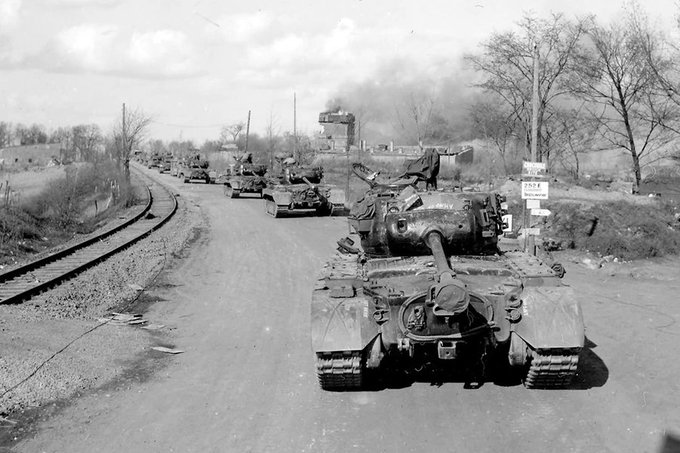
Konwój złożony z czołgów M26.

Oprócz Europy czołgi M26 zostały wysłane na Okinawę. 30 lipca i 4 sierpnia 1945 roku zostało dostarczonych w sumie 12 Pershingów, które jednak, ze względu na konieczność przeszkolenia załóg, osiągnęły gotowość bojową dopiero 15 sierpnia 1945 roku. W tym dniu zostało ogłoszone zawieszenie broni z Japonią, zakończone kapitulacją Cesarstwa 2 września 1945 roku, więc M26 nie miał okazji brać udziału w walkach z Japończykami.

### Wojna koreańska
M26, wraz z M45, były także używane w czasie wojny koreańskiej. Początkowo wysłano tam nieliczne jednostki pancerne, ponieważ wtedy w tym rejonie świata Amerykanie nie mieli dużej liczby czołgów, zwłaszcza tak nowoczesnych jak M26. Głównym uzbrojeniem pancernym Amerykańskiej Armii Okupacyjnej w Japonii były czołgi lekkie M24 Chaffee oraz nieliczne czołgi średnie M4 Sherman. Zostały one w trybie alarmowym wysłane do Korei.
Po ataku komunistów, służby kwatermistrzowskie sięgnęły po wszelkie dostępne rezerwy czołgów M26. Według oficjalnej historii armii amerykańskiej, do Korei wysłano nawet kilka czołgów, które stały jako pomniki w Forcie Knox.

## Warianty

### T26E4-1 ,,Super Pershing"

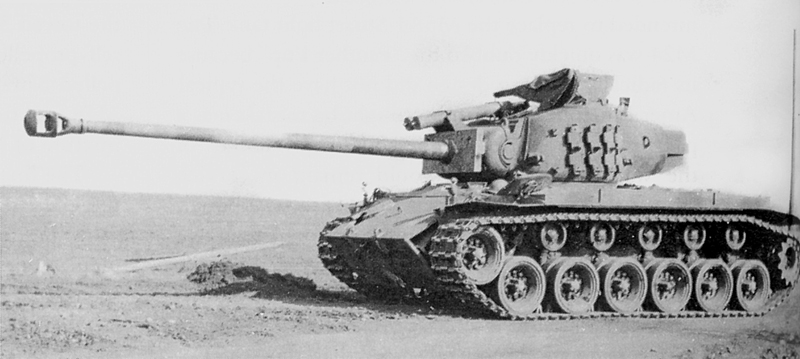
T26E4-1 ,,Super Pershing".

Pod koniec wojny pojawiła się bardzo krótka, niemal eksperymentalna seria super ciężkiego czołgu T26E4-1 Super Pershing, cięższa o 7 ton od zwykłego Pershinga, uzbrojona w nową, długolufową wersję armaty 90 mm T15E2. W założeniu nowa konstrukcja miała być zdolna zniszczyć każdy napotkany niemiecki czołg. Podczas testów pociski z tej armaty przebijały pancerz o grubości 215 mm nachylony pod kątem 30° z odległości ponad 900 m (1000 jardów), a z 90 m (100 jardów) penetrowały nawet 300 mm pancerza. 
4 kwietnia 1945 roku miała miejsce pierwsza akcja bojow T26E4-1, gdy zniszczył z odległości około 1400 m niemiecki czołg lub działo samobieżne.
21 kwietnia 1945 roku T26E4-1 starł się z PzKpfw VIB Tiger II (tak niemiecki czołg został zidentyfikowany przez Johna P. Irwina, działonowego w załodze „Super Pershinga” – S. Zaloga podchodził sceptycznie do tego zeznania z powodu małej liczby czołgów typu PzKpfw VIB Tiger II występujących na froncie zachodnim. Najprawdopodobniej był to Panzer IV), amerykański czołg zniszczył niemieckiego przeciwnika, strzelając do niego z około 500 metrów.

### Czołg szturmowy T26E5
Po doświadczeniach z M4A3E2 oraz po napotkaniu czołgów Tiger II Amerykańskie dowództwo zleciło opracowanie nowego, lepiej opancerzonego i uzbrojonego czołgu szturmowego na bazie M26. Z początku projekt zakładał zwiększenie przedniego pancerza kadłuba do 125mm, a wieży do 203mm. Aby zrównoważyć zwiększoną masę pojazdu postanowiono zainstalować dodatkowe elementy na krawędziach gąsienic, zwiększając ich powierzchnię, aby zrównoważyć dodatkową masę.
W lutym 1945 roku Komisja Uzbrojenia nadała nazwę T26E5 projektowi tego czołgu, natomiast w marcu 1945 roku Departament Uzbrojenia uznał, iż należy pogrubić pancerz tego czołgu do 152mm (kadłub) oraz 279mm (wieża), aby był on odporny na ostrzał z dział KwK 43, co jeszcze bardziej zwiększyło masę, do 51 ton.
Próby czołgu wykazały zbliżoną zwrotność oraz szybkość do M26 w warunkach drogowych, jednak ze względu na zwiększone obciążenie zawieszenia, w czasie testów na nierównym terenie dochodziło częściej do awarii układu zawieszenia niż w przypadku M26, co przypominało problemy zaobserwowane podczas testów terenowych M4A3E2.
Do końca wojny zbudowano 27 egzemplarzy T26E5, a wraz z jej zakończeniem anulowano projekt.

### M45
W sukcesie w zastosowaniu czołgów M4 Sherman z haubicami 105 mm, zadecydowano o skonstruowaniu podobnego pojazdu na bazie M26. W lipcu 1945 roku ruszyła krótka, trwająca do września, produkcja nowej samobieżnej haubicy pod nazwą M45, obejmująca 185 egzemplarzy.
Uzbrojenie M45 stanowiła haubica M4 kal. 105 mm, stabilizowana w płaszczyźnie pionowej, z zapasem 74 sztuk amunicji. Ze względu na jej mniejszą masę w porównaniu do działa M3 kal. 90 mm, pogrubiono pancerz tarczy działa do 203 mm.
M45 zostały użyte bojowo w czasie wojny koreańskiej.

## Dalszy rozwój konstrukcji

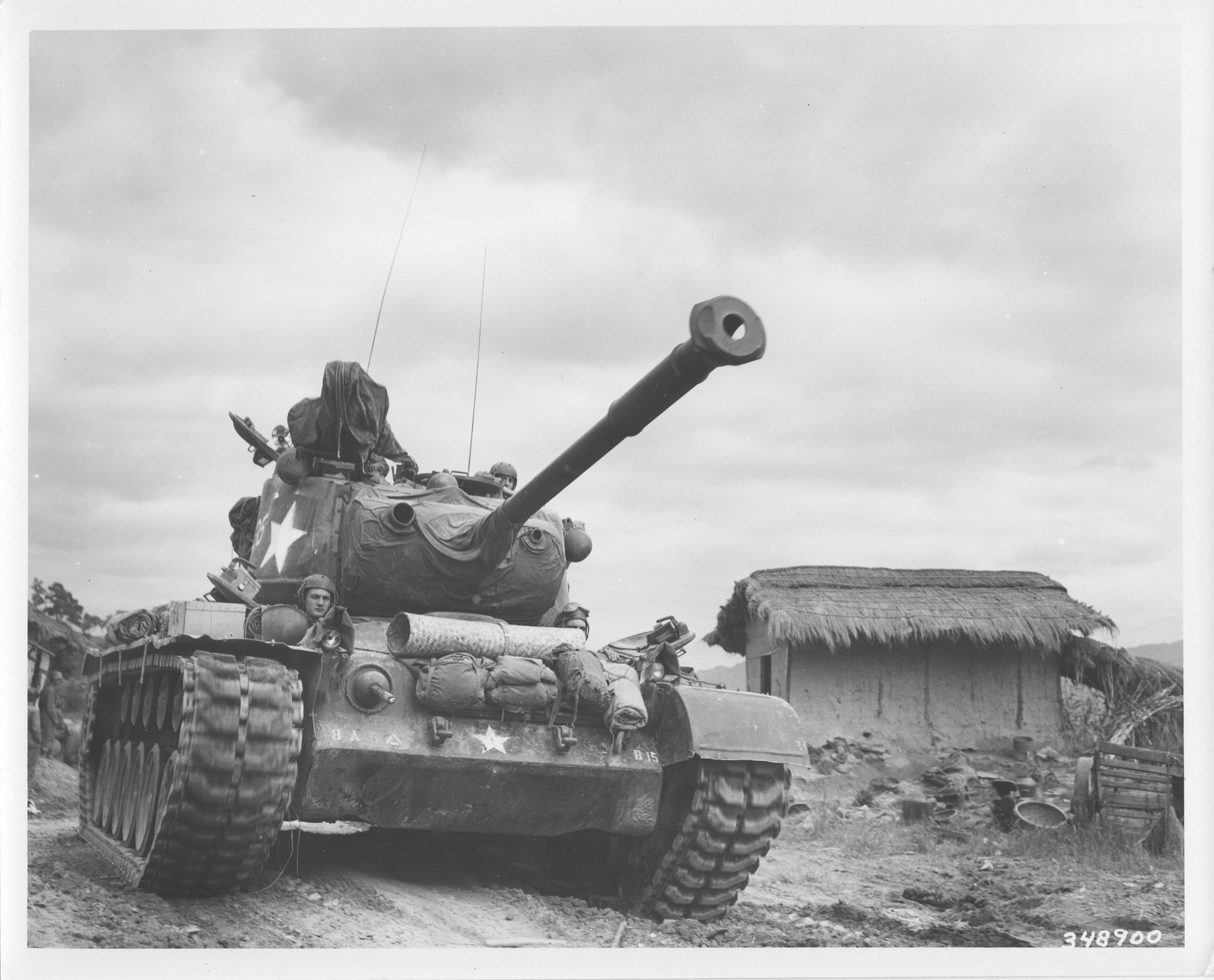
M46 w Korei.

Osobne artykuły: M46 Patton i Patton (czołg).
Konstrukcja czołgu M26 była rozwijana. W 1949 roku powstał czołg M46, który zapoczątkował całą rodzinę czołgów Patton, znajdujących się do dzisiaj w uzbrojeniu wielu państw świata.